# Academia Operosorum Labacensium

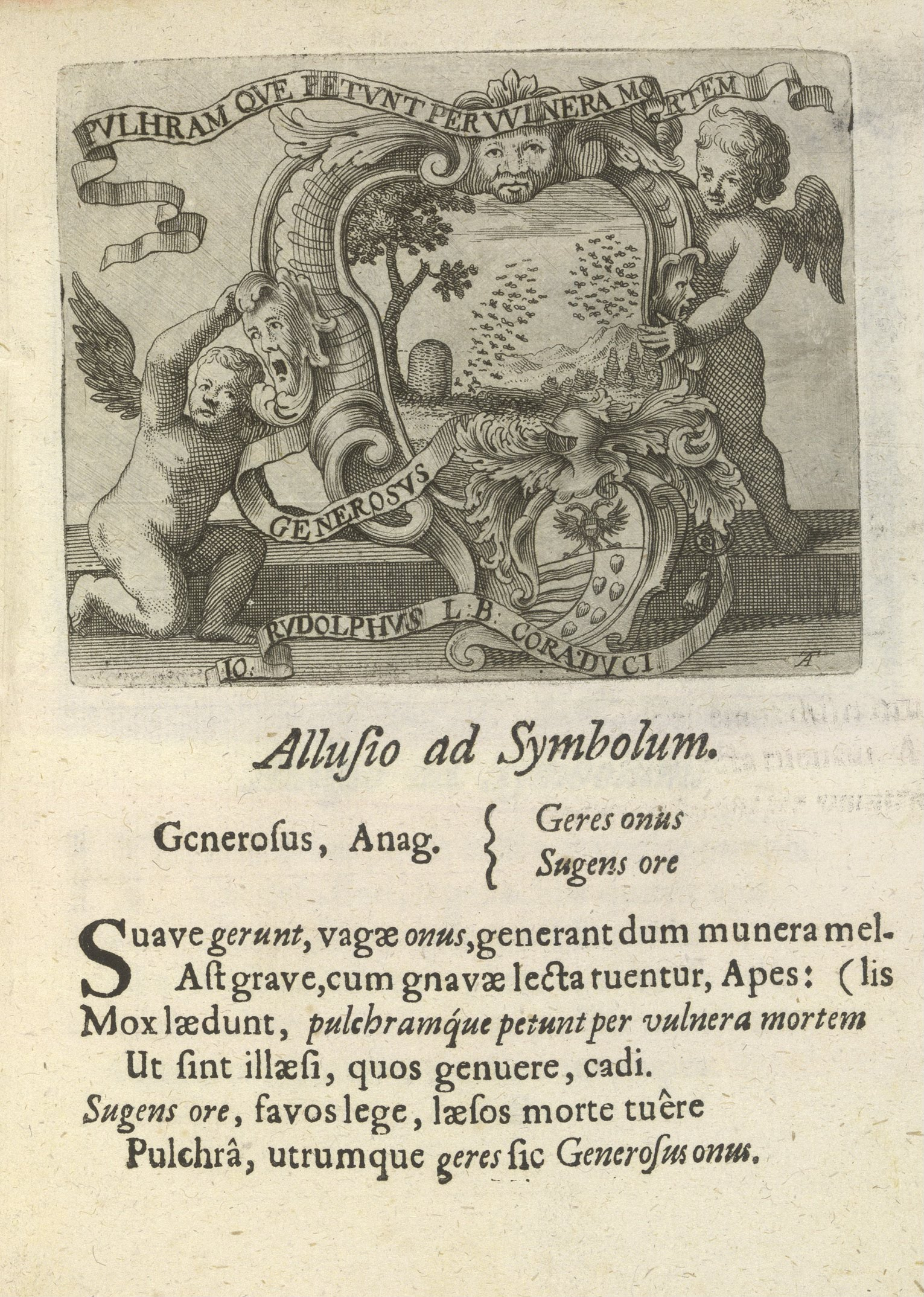
Emblem eines Akademiemitglieds von 1701 (Mitglied Generosus)

Die Academia Operosorum Labacensium (Laibacher Akademie der Beflissenen) war eine der ersten Gelehrtengesellschaften in Europa. Die 1693 in Laibach/Ljubljana, Herzogtum Krain, gegründete Institution wird als Vorläufer der Slowenischen Akademie der Wissenschaften und Künste angesehen.

## Geschichte
Die Idee der Gelehrtengesellschaften zur Förderung der Wissenschaften entwickelte sich in Italien im 15. und 16. Jahrhundert. Im 17. Jahrhundert entstanden u. a. 1603 die römische Accademia Nazionale dei Lincei (heute Akademie der Wissenschaften Italiens), 1635 die
Académie française, 1652 die Academia Naturae Curiosorum – heute Deutsche Akademie der Naturforscher Leopoldina, 1662 die Royal Society und 1693 in Laibach die Academia Operosorum. Die 23 Initiatoren der Laibacher Akademie waren Juristen, Mediziner und Theologen aus dem Krainer Bürgertum und Adel.
Die Akademiemitglieder nannten sich Operosi (die Beflissenen / die Tätigen / die Fleißigen) und erhielten sogenannte Akademische Namen, um Standesunterschiede bedeutungslos zu machen. Es war erwünscht, dass unter diesen Namen publiziert wurde. Symbol der Vereinigung war die fleißige Biene, ihr Motto Nobis et aliis operosi (für uns selbst und andere tätig).
Ziele der Laibacher Akademie waren der wissenschaftliche Austausch zwischen den verschiedenen Berufsgruppen, Gründung einer ersten öffentlichen Bibliothek und Förderung von Wissenschaft, Kultur und Kunst.
Die Aktivitäten blieben zunächst von der Öffentlichkeit unbeachtet. Erst 1701 hielt die Akademie ihre erste Generalversammlung ab.
Die Akademia wurde 1725 eingestellt, vermutlich infolge von Widerständen aus kirchlichen Kreisen.
Ein Versuch der Erneuerung in den 80er Jahren des 18. Jahrhunderts blieb erfolglos. Erst 1938 kam es zur Gründung der Slowenischen Akademie der Wissenschaften und Künste.

## Wirkung
Trotz der kurzen Existenz der Akademie wurden ihre Aktivitäten mit weiteren Laibacher Entwicklungen in der Zeit der Aufklärung in Zusammenhang gebracht. Hierzu gehören
- Gründung der ersten öffentlichen Bibliothek im Herzogtum Krain, aus der die heutige Bibliothek des Laibacher Priesterseminars entstanden ist
- erstmalige systematische Beschäftigung mit Überresten der Römerstadt Aemona auf dem Gebiet des heutigen Ljubljanas.
- Entwicklung der Philharmonischen Akademie als Vorläuferin der Slowenischen Philharmonie[8]
- Publikationen zur Förderung einer wissenschaftlich begründeten Medizin von Marcus Gerbezius.

## Mitglieder
Auf der ersten öffentlichen Sitzung im Jahr 1701 wurden folgende Mitglieder und ihre akademischen Namen genannt:
- Johann Andreas von Coppini (Janez Andrej Coppini), Arzt, Adultus (1653 bis 1732)[9]
- Johann Rudolph Coraduzi von Halberstein, Jurist am Schrannengericht, Generosus
- Johann Caspar Corusi (Janez Gašpar Corusi), Arzt zu Laibach, Acuminosus (1656 bis 1712)[10]
- Johann Daniel von Erberg (Janez Danijel Erberg), Jurist am Schrannengericht und Landessekretär, Fidus (1647 bis 1716)[11]
- Johann Stephan Floriantschitsch von Grienfeld (Janez Stefan Florijančič), Jurist am Landgericht, Tinnulus
- Georg Andreas von Gallenfels (Jurij Andrej Gallenfels), Erzpriester in Oberkrain, Gelatus (1651 bis 1699)[12]
- Marcus Gerbezius (Marko Gerbec), Stadtarzt zu Laibach und Klosterarzt zu Sittich, Intentus (1658 bis 1718)[13]
- Georg Andreas Gladitsch (Jurij Andrej Gladič), Domherr zu Laibach, Inermis (1659 bis 1725)[14]
- Johann Georg Gottscheer (Janez Jurij Hočevar), Bannrichter zu Rudolphswert, Candidus (1656 bis 1714)[15]
- Johann Berthold von Höffer (Janez Bertold Höffern), Jurist am Schrannengericht, Devius (1667 bis 1718)[16]
- Franz Erasmus Hohenwart (Franc Erazem Hohenwart), Erbmundschenk von Krain und Jurist am Schrannengericht, Innubus (1650 bis 1714)[17]
- Karl Joseph Kappus von Pichelstein (Karl Jožef Kappus von Pichelstein), Sekretär des Videcom-Amtes, Exquisitus (1664 bis 1720)[18]
- Marcus Joseph von Perizhoff (Marko Jožef Perizhoffer von Perizhoff auf Ehrenhaimb), ständischer Archivdirektor, Indifferens (1656 bis 1721)[19]
- Georg Sigismund Pogatschnig (Jurij Žiga Pogačnik), Arzt zu Laibach, Sollicitus (1676 bis etwa 1707)[20]
- Jojann Baptist Preschern (Janez Krstnik Prešeren), Dompropst zu Laibach, Resolutus (1656 bis 1704)[21]
- Anton Friedrich von Raab zu Ravenheimb, Jurist bei der Landeshauptmannschaft, Rectus
- Maximilian Leopold Rasp (Maksimilijan Leopold Rasp), Pfarrer von Stein (Kamnik), Indefessus (1673 bis 1742)[22]
- Johann Jacob Schilling (Janez Jakob Schilling), Pfarrer von Krainburg, Sedatus (1664 bis 1754)[23]
- Karl Heinrich Schweiger, Jurist am Schrannengericht, Taciturnus
- Johann Anton Thalnitscher von Thalberg, Domdechant und Generalvikar zu Laibach, Sedulus (1662 bis 1714)[24]
- Johann Gregor Thalnitscher von Thalberg (Janez Gregor Dolničar), Rechtsgelehrter zu Laibach, Providus  (1655 bis 1719)[25]
- Johann Baptist von Werloschnik (Ivan Krstnik Brložnik de Pernberg), Arzt zu Ried in Bayern, Foecundus[26]
- Franz Christoph Wogathei auf Ehrnbüchl (Franc Krištof von Wagathey auf Ehrnbüchl), Sekretär des Videcom-Amtes, Congruus (1684 bis 1754)[27]
- Franz Wilhelm Zergol von Zergollern, Landstand von Krain Delicatus (1653 bis 1710)[28]